# Kazimierz Siemienowicz
Kazimierz Siemienowicz (bielorrusso: Казімер Семяновіч, Kazimir Siemianovič, lituano: Kazimieras Simonavičius) (c. 1600 — 1651) foi um szlachcic polaco-lituano, que referia-se a si próprio como um nobre lituano, do Grão-Ducado da Lituânia, na época, parte da República das Duas Nações, General de artilharia, armeiro, engenheiro militar, especialista em artilharia e pioneiro da Astronáutica. Seu brasão de armas era o Ostoja. Nenhum retrato ou biografia detalhada sua chegou até os nossos dias.
Nascido próximo de Raseiniai, Lituânia, provavelmente em uma família da baixa szlachta com tradição em serviços prestados ao exército, Siemienowicz foi educado na Universidade de Vilnius. Como ele mesmo se descreve, era fascinado por artilharia desde criança e estudou muitas ciências para aprofundar o seu conhecimento (matemática, mecânica, hidráulica, arquitetura, ótica e táticas de guerra).
Em 1634 ele participou da Guerra Smolensk, no cerco à pequena fortaleza de Bely. E é bem possível que tenha participado também em 1644 da Batalha de Achmatów. Ele passou algum tempo nos Países Baixos, onde foi enviado pelo Rei Władysław IV Vasa para servir no exército do Duque Frederico Henrique, Príncipe de Orange durante a guerra com a Espanha.
Em 1646 ele retornou à Polônia, quando Wladyslaw criou o corpo de artilharia da Polônia e reuniu especialistas da Europa. A partir de 1648 ele foi o segundo na hierarquia de comando da Artilharia Real da Polônia, como um especialista no ramo de artilharia e construção de foguetes. Contudo, em 1649 depois do conflito com Crestofle d'Artischau Arciszewski, com relação a assuntos burocráticos, ele resolveu deixar a República das Duas Nações e ir trabalhar na produção de seu livro em Amsterdã.

## Obra fundamental

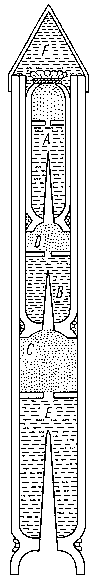
Foguete de múltiplos estágios de Siemienowicz

Ele se tornou conhecido por sua obra Artis Magnae Artilleriae pars prima. Apenas a primeira parte do trabalho foi concluída antes de sua morte, embora haja rumores de que ele tenha deixado um manuscrito antes de morrer. Os cinco capítulos da primeira edição em latim trata de calibre, pirotécnica, foguetes, explosões e as etapas da construção de foguetes pirotécnicos. Devido a sua natureza especializada, este tratado se tornou o "livro de receitas" para os dispositivos de fogos de artifício e a mais importante, e geralmente plagiada, autoridade na pirotecnia militar e recreativa por mais de um século.
Na primeira parte de sua obra ele escreveu também que a segunda parte traria a invenção pirotécnica universal, contendo todo o conhecimento de nosso tempo. De acordo com sua curta descrição, esta invenção facilitaria enormemente todas as tomadas de medidas e cálculos. É também comentado que ele teria sido assassinado por membros das guildas de metalurgia/produção de armas, que eram contrários a que ele publicasse um livro sobre seus segredos e que teriam escondido ou destruído o manuscrito da segunda parte do livro.
"Artis Magnae Artilleriae pars prima" ("Grande Arte da Artilharia, a Primeira Parte", também conhecida como "A Completa Arte da Artilharia"), com a primeira edição em Amsterdã em 1650, foi traduzida para o francês em 1651, alemão em 1676, inglês e neerlandês em 1729 e polonês em 1963.
Por mais de dois séculos este trabalho foi usado na Europa como manual básico de artilharia. O livro forneceu os projetos básicos para a criação de foguetes, fogos de artifício e outros dispositivos pirotécnicos. Discutiu pela primeira vez a ideia de aplicar uma técnica de propulsão para a artilharia. Contém um extenso capítulo sobre calibres, construção, produção e propriedades dos foguetes (tanto para uso civil quanto para o uso militar), inclusive foguetes de múltiplos estágios, bateria de mísseis e foguetes com estabilizadores em asa delta (ao invés das comuns varetas).
Siemienowicz considerou o emprego de gases tóxicos como algo desonroso. Em seu trabalho ele escreveu: e o principal de tudo, eles não devem produzir qualquer ogiva venenosa, nem outros tipos de invenções pirotécnicas, que possam conter qualquer tipo de veneno, além do que, eles jamais serão empregados para a ruína e a destruição dos homens, porque os primeiros inventores de nossa arte julgarão entre si tais ações como injustas e desmerecedoras de um homem de coração e de um soldado de verdade.
Suas invenções foram usadas em muitas batalhas. Por exemplo, na Batalha de Chocim em 11 de novembro de 1673, onde as unidades da República das Duas Nações derrotaram o exército otomano.

## Citação
- "Deixem os foguetes servirem melhor a Vênus do que ao sedento de sangue Marte".